# Lista de mudanças no mapa-múndi

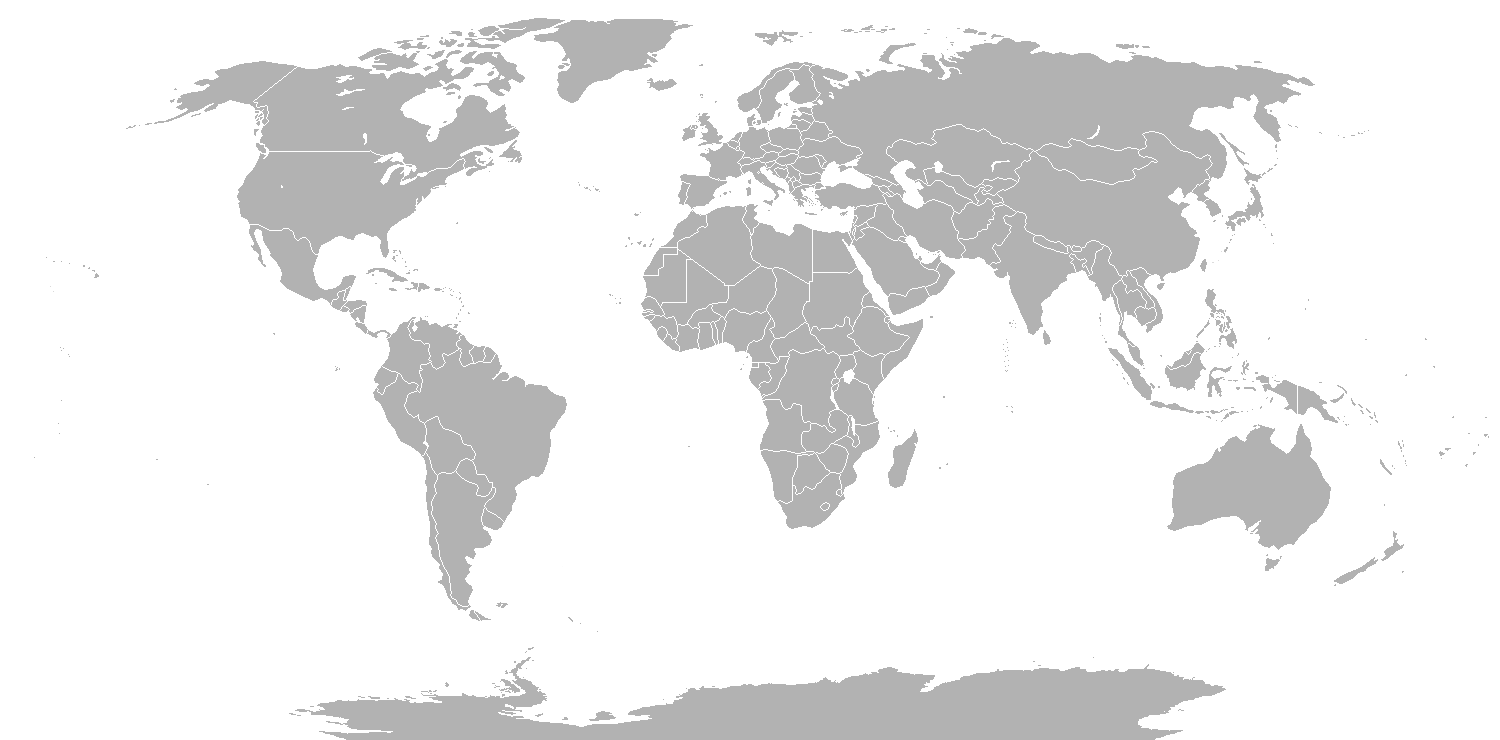
Mapa-múndi (17 de fevereiro de 2008)

Impérios coloniais do ocidente, de 1492 até o presente

Abaixo encontra-se uma lista cronológica de eventos políticos ou geológicos que alteraram a aparência do mapa-múndi durante a história da humanidade. As mudanças geralmente são alterações.
Nem todos os mapas do mundo em uma época serão o mesmo no globo, porque diferentes cartógrafos (ou seus empregados) podem ter diferentes visões do território dos países do mundo e possuem diferentes níveis de tecnologia ou visão geográfica. Assim os mapas criados por eles podem ser significativamente diferentes.

## Século XXI

### Década de 2020
2021
- 15 de agosto - O grupo extremista Talibã toma o controle de Cabul.

### Década de 2010
2019
- 11 de janeiro - O nome oficial da Macedônia é renomeado de Antiga República Iugoslava da Macedônia para República da Macedônia do Norte.

2018
- 19 de abril - Suazilândia adota o nome oficial de Reino de Essuatíni.

2014
- 29 de Junho - É anunciada a criação do Estado Islâmico do Iraque e do Levante nas regiões entre o Iraque e a Síria. O califado não é reconhecido.[1]
- 2 de Junho - Telanganá se torna 29º estado da Índia.

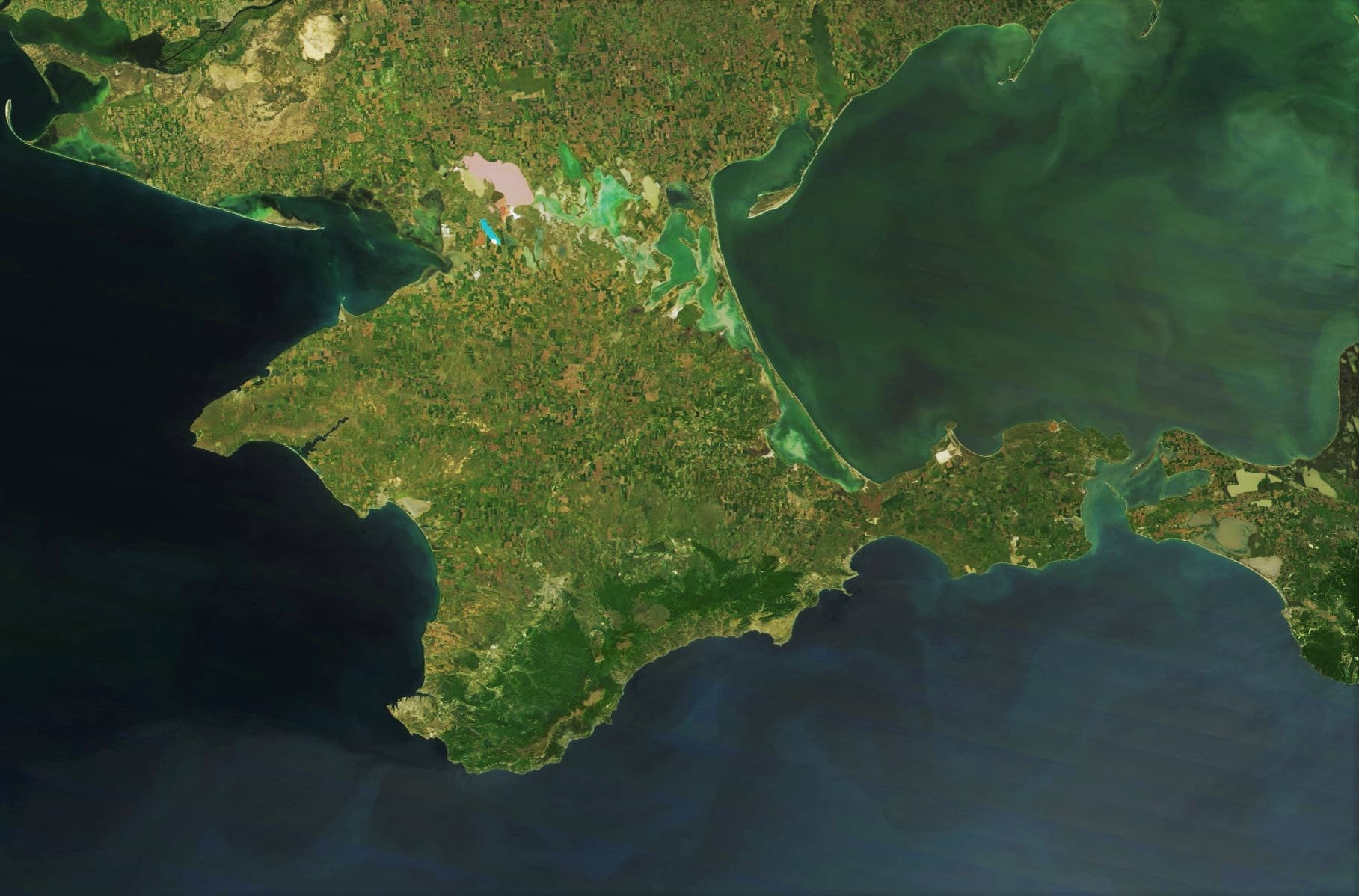
Península da Crimeia

- 18 de Março - A República da Crimeia  e a cidade de Sebastopol são reincorporadas à Rússia após realização de um Referendo, onde 96,8% dos votos apurados foram favoráveis à secessão da península em relação à Ucrânia e à reintegração à Federação Russa.

2012
- 6 de Abril - Azauade declara independência do Mali após a Rebelião Tuaregue. O território não foi reconhecido.

2011

Em 14 de julho de 2011, o Sudão do Sul tornou-se um Estado membro das Nações Unidas (ONU) e em 28 de julho de 2011 o país foi aceito na União Africana

- 9 de Julho - Sudão do Sul declara independência do Sudão.

2010
- 10 de Outubro - Ocorre a dissolução das Antilhas Neerlandesas, transformando Curaçau e São Martinho em países constituintes e Bonaire, Saba, e Santo Eustáquio em municípios especiais.

### Década de 2000
2008

Abecásia e Ossétia do Sul, reconhecidas por Rússia e Nicarágua

- 26 de Agosto - Abecásia e Ossétia do Sul são reconhecidas pela Federação Russa como independentes. Para mais detalhes, veja Reconhecimento internacional da independência de Abecásia e Ossétia do Sul
- 14 de Agosto - Transferência da Península Bakassi da Nigéria para Camarões, seguindo o Tribunal Internacional de Justiça.
- 1 de Agosto - No Vietnã, as província Ha Tay se funde com Ha Noi.

Bandeira do Kosovo independente

- 17 de Fevereiro - Cossovo declara independência unilateral da Sérvia com reconhecimento parcial.

2007

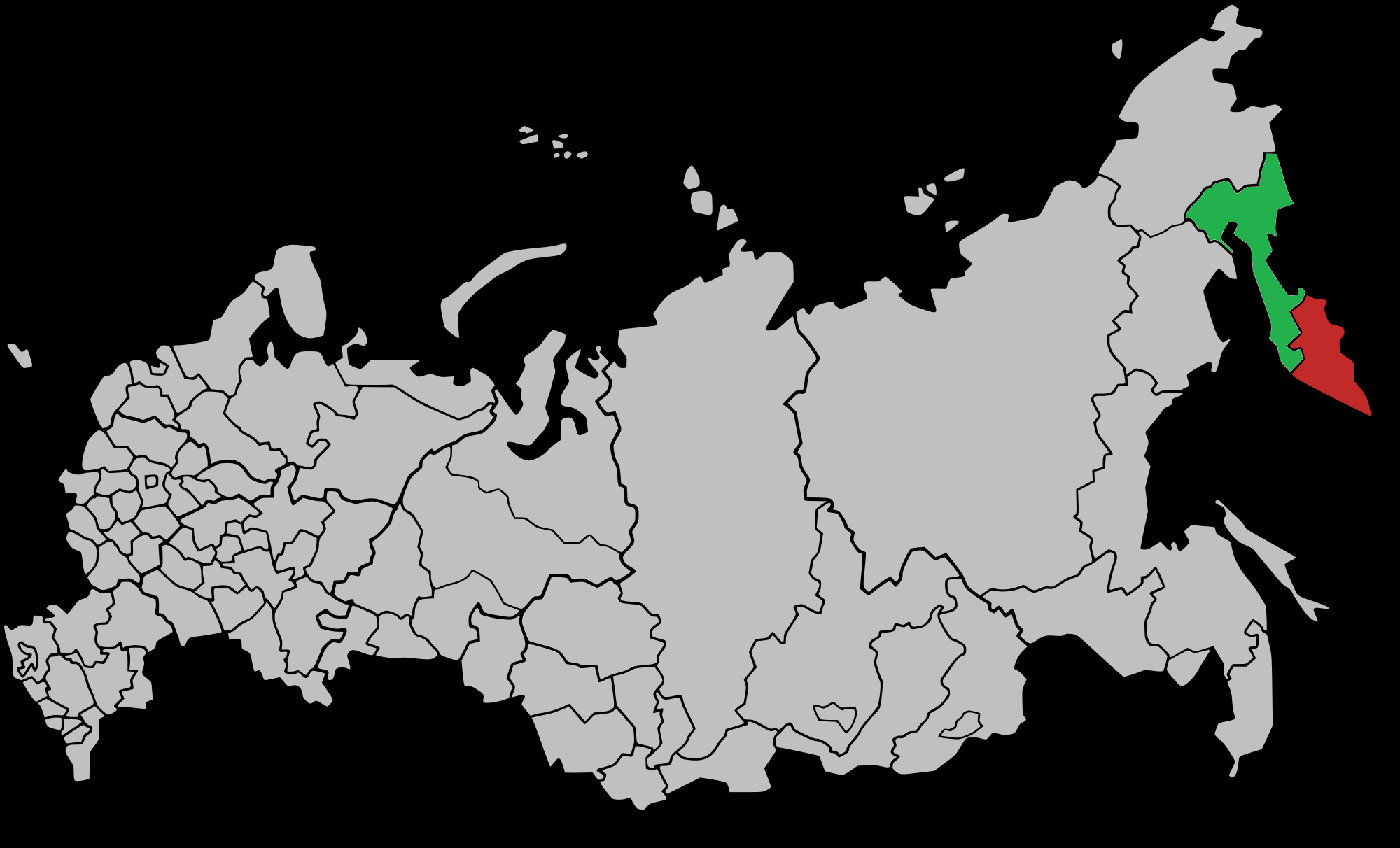
Unificação de Kamchatka Oblast e Koryak Autonomous Okrug

- 1 de Julho - Na Rússia, o novo krai de Kamtchatka é criado com a unificação de Oblast de Kamtchatka e Koriakia.

2006
- 7 de Outubro - A capital de Palau é mudada de Koror para Melequeoque.
- 8 de Junho - Dissolução do estado Sérvia e Montenegro em dois estados separados: Sérvia e Montenegro.

2005
- 6 de Novembro - A capital de Mianmar é mudada de Yangon (Rangum) para Nepiedó.

2004

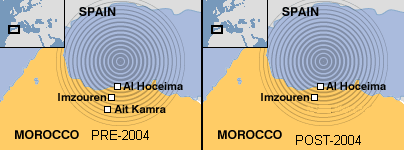
Terremoto no Marrocos, destruindo Ait Kamra

- 24 de Fevereiro - Ait Kamara, uma vila no Marrocos, é destruída por um terremoto.

2003

Mapa de Sérvia e Montenegro

- 4 de Fevereiro - República Federal da Iugoslávia é reconstituída no estado Sérvia e Montenegro.

2002

Bandeira de Timor-Leste

- 20 de Maio - Independência do Timor-Leste da Indonésia.

2001
- Janeiro - Na Índia, a cidade de Calcutá é renomeada para Colcata.

2000
- 15 de Novembro - Na Índia, o estado de Jarcande é criado.
- 9 de Novembro - Na Índia, o estado de Utaracande é criado.
- 1 de Novembro - Na Índia, o estado de Chatisgar é criado.

## Século XX

### Década de 1990
1999
- 31 de Dezembro - Transferência da Zona do Canal do Panamá dos Estados Unidos para o Panamá.
- 20 de Dezembro - Transferência de Macau de Portugal para a República Popular da China.
- 1 de Abril - Nunavut se separa dos Territórios do Noroeste no norte do Canadá.

1998
- 6 de Maio - No Cazaquistão, a capital Aqmola é renomeada para Astana.

1997
- 10 de Dezembro - A capital do Cazaquistão é mudada de Almati para Aqmola.
- Julho - Samoa Ocidental é renomeada para Samoa.
- 1 de Julho - Transferência de Hong Kong do Reino Unido para a República Popular da China.
- 17 de Maio - Zaire é renomeado para República Democrática do Congo.

1995
- 1 de Janeiro - A Linha Internacional da Data mudou em torno de Quiribáti.
- Na Índia, a cidade de Bombaim é renomeada para Mumbai.

1994
- 1 de Outubro - Independência de Palau dos Estados Unidos.
- 1 de Março - Walvis Bay é transferida da República Sul-Africana para Namíbia.

1993
- 24 de Maio - Independência da Eritreia da Etiópia.
- 1 de Janeiro - Dissolução da Tchecoslováquia em República Tcheca e Eslováquia.

1992
- 6 de Abril - Reconhecimento internacional da independência da Bósnia e Herzegovina.
- 2 de Abril - Em Montenegro (até então parte da Iugoslávia), a cidade de Titogrado é renomeada para seu antigo nome, Podgorica.
- 15 de Janeiro - A independência da Croácia e da Eslovênia é reconhecida.

1991
- 26 de Dezembro - Dissolução da União Soviética. Independência da Ucrânia da União Soviética.
- 25 de Dezembro - Independências da Armênia, Bielorrússia, Geórgia, Cazaquistão, Quirguistão, Moldávia, Rússia, Tajiquistão, e Uzbequistão da União Soviética finalizada.
- Dezembro 12 - Independência da Rússia da União Soviética (ratificação do Tratado de Belavezha). É criado a Comunidade dos Estados Independentes, CEI.
- 8 de Dezembro - Independência do Turcomenistão da União Soviética finalizada.
- 18 de Outubro - Independência do Azerbaijão da União Soviética finalizada.
- 21 de Setembro - Armênia declara independência da União Soviética.
- 8 de Setembro - A Macedônia declara independência da Iugoslávia.
- 6 de Setembro - Independência da Letônia da União Soviética.
- 6 de Setembro - Na União Soviética, a cidade de Leningrado é oficialmente renomeada para São Petersburgo.
- 30 de Agosto - Azerbaijão declara independência da União Soviética.
- 27 de Agosto - Moldávia declara independência da União Soviética.
- 24 de Agosto - Ucrânia declara independência da União Soviética.
- 20 de Agosto - Estônia declara independência da União Soviética.
- 25 de Junho - Croácia e Eslovênia declaram independência da Iugoslávia.
- 18 de Maio - A região noroeste da Somália, Somalilândia declara independência; sua independência permanece não reconhecida por alguns países e organizações internacionais.[2][3]
- 9 de Abril - Geórgia declara independência da União Soviética.

1990
- 3 de Outubro - Reunificação da Alemanha. A República Federal da Alemanha (Alemanha Ocidental) anexa o território da República Democrática Alemã (Alemanha Oriental) formando a atual Alemanha.
- 21 de Junho - Na Alemanha Oriental, a cidade de Karl-Marx-Stadt volta a ter seu nome original, Chemnitz.
- 22 de Maio - Unificação da Iêmen.
- 4 de Maio - Letônia declara independência da União Soviética.
- 21 de Março - Independência da Namíbia (antiga África do Sudoeste) da África do Sul.
- 11 de Março - Lituânia declara independência da União Soviética.

### Década de 1980
1989
- 30 de Setembro - Dissolução da Confederação Senegâmbia.

1988
- Em Tatarstão, Federação Russa, a cidade de Brezhnev é renomeada para Naberezhnyye Chelny.
- Em 5 de outubro de 1988, o norte de Goiás foi emancipado, passando a se chamar Tocantins, no Brasil.

1987
- 1 de Janeiro - No Canadá, Territórios do Noroeste, a cidade de Baía de Frobisher é renomeada para Iqaluit.

1986
- 3 de Novembro - Independência da Federação dos Estados da Micronésia do Protectorado das Ilhas do Pacífico das Nações Unidas.
- 21 de Outubro - Independência das Ilhas Marshall do Protectorado das Ilhas do Pacífico das Nações Unidas.

1984
- 4 de Agosto - Alto Volta é renomeada para Burquina Fasso.
- 1 de Janeiro - Independência de Brunei do Reino Unido.

1983
- 15 de Novembro - Chipre do Norte declara independência, reconhecida só pela Turquia.
- 19 de Setembro - Independência de São Cristóvão do Reino Unido como São Cristóvão e Neves.
- Em Voivodina, Sérvia, até então parte da Iugoslávia, a cidade de Vrbas é renomeada para Titov Vrbas.

1982
- 18 de Novembro - Naberezhnyye Chelny, uma cidade no Tartaristão, uma região autônoma da União Soviética, foi renomeada para Brezhnev em honra a Leonid Brezhnev, o Secretário Geral do Partido Comunista da União Soviética.
- 1 de Fevereiro - Criação da Confederação Senegâmbia.

1981
- 1 de Novembro - Independência de Antígua e Barbuda do Reino Unido.
- 21 de Setembro - Independência do Belize do Reino Unido.

1980
- 30 de Julho - Independência de Novas Hébridas da França e do Reino Unido (condomínio) como Vanuatu.
- 18 de Abril - Zimbabwe-Rodésia é renomeada para Zimbabwe.

### Década de 1970
1979
- 27 de Outubro - Independência de São Vicente e Granadinas do Reino Unido.
- 20 de Setembro - Império Centro-Africano é renomeada para República Centro-Africana.
- 12 de Julho - Independência das Ilhas Gilbert do Reino Unido como Kiribati.
- 1 de Junho - Rodésia se torna parte do estado de Zimbábue-Rodésia.
- 26 de Março - Tratado de paz israelo-egípcio, a Península do Sinai é devolvida ao Egito.
- 22 de Fevereiro - Independência de Santa Lúcia do Reino Unido.
- 1 de Janeiro - Emancipação de Mato Grosso do Sul do Mato Grosso, no Brasil.

1978
- 3 de Novembro - Independência de Dominica do Reino Unido.
- 1 de Outubro - Independência de Tuvalu do Reino Unido.
- 7 de Julho - Independência das Ilhas Salomão do Reino Unido.

1977
- 27 de Junho - Independência do Território Francês dos Afares e Issas como Djibuti.
- No Paquistão, a cidade de Lyallpur é renomeada para Faisalabad.

1976
- 4 de Dezembro - República Centro-Africana é renomeada para Império Centro-Africano.
- 29 de Junho - Independência de Seychelles do Reino Unido.
- 3 de Fevereiro - Em Moçambique, a cidade de Lourenço Marques é renomeada para Maputo.

1975
- 30 de Dezembro - República de Malagasy é renomeada para Madagáscar.
- 30 de Novembro - Daomé é renomeada para Benim.
- 28 de Novembro - Timor-Leste declara independência de Portugal e é anexada pela Indonésia por força militar.
- 25 de Novembro - Independência do Suriname dos Países Baixos.
- 11 de Novembro - Independência da Angola de Portugal.
- 16 de Setembro - Independência de Papua-Nova Guiné da Austrália.
- 12 de Julho - Independência de São Tomé e Príncipe de Portugal.
- 6 de Julho - Independência de Comores da França.
- 5 de Julho - Independência do Cabo Verde de Portugal.
- 25 de Junho - Independência de Moçambique de Portugal.
- 16 de Maio - Sikkim oficialmente se torna o 22º estado da União Indiana.
- O Vietnã do Sul é reunido com o Vietnã do Norte com o fim da Guerra do Vietnã.
- A capital de Maláui é mudada de Zomba para Lilongué.

1974
- 10 de Setembro - Independência de Guiné Portuguesa como Guiné-Bissau.
- 7 de Fevereiro - Independência de Granada do Reino Unido.

1973
- 10 de Julho - Independência das Bahamas do Reino Unido.
- 1 de Junho - Honduras Britânicas é renomeada para Belize.
- Na Índia, o estado de Mysore é renomeado para Carnataca.
- Na Gâmbia, Bathurst é renomeada para Banjul.
- No Chade a capital do país, Fort-Lamy tem o nome alterado para N'Djamena.

1972
- 22 de Maio - Ceilão é renomeado para Seri Lanca.
- 10 de Fevereiro - Ilha de Rockall é incorporada pelo Reino Unido.

1971
- Independência de Bangladesh:
  - 16 de Dezembro - Bangladexe consegue independência do Paquistão.
  - 26 de Março - Bangladexe, província do Paquistão com o nome Paquistão Oriental, declara independência.
- 27 de Outubro - A República Democrática do Congo é renomeada para República do Zaire.
- 3 de Setembro - Independência do Catar do Reino Unido.
- 15 de Agosto - Independência do Barém do Reino Unido.
- Trucial States são renomeados para Emirados Árabes Unidos.

1970
- 10 de Outubro - Independência de Fiji do Reino Unido.
- 9 de Outubro - Camboja é renomeada para República Quemer.
- 4 de Junho - Independência de Tonga do Reino Unido.
- A capital de Honduras Britânicas é mudada da cidade Belize para Belmopan devido a vasta destruição por um furacão.

### Década de 1960
1968
- 12 de Outubro - Independência de Guiné Equatorial da Espanha.
- 6 de Setembro - Independência de Suazilândia do Reino Unido.
- 12 de Março - Independência de Maurício do Reino Unido.
- 31 de Janeiro - Independência de Nauru da Austrália.

1967
- 6 de Novembro - Independência de Iémen do Sul do Reino Unido.
- 3 de Julho - Somalilândia Francesa é renomeada para Território Francês dos Afares e Issas.
- 19 de Junho - Israel ocupa a Cisjordânia, Faixa de Gaza, Península do Sinai e as Colinas de Golã após vencer a Guerra dos Seis Dias.

1966
- 30 de Novembro - Independência de Barbados do Reino Unido.
- 4 de Outubro - Independência de Basutolândia do Reino Unido como Lesoto.
- 30 de Setembro - Independência de Bechuanalândia do Reino Unido como Botsuana.
- 26 de Maio - Independência da Guiana Inglesa do Reino Unido como Guiana.
- Na República Democrática do Congo, a cidade de Léopoldville é renomeada para Quinxassa.

1965
- 11 de Novembro - Declaração Unilateral de Independência pela Rodésia.
- 9 de Agosto - Singapura é removida da Federação da Malásia e se torna a independente República de Singapura.
- 26 de Julho - Independência das Maldivas do Reino Unido.
- 18 de Fevereiro - Independência de Gâmbia do Reino Unido.

1964
- 29 de Outubro - A República Unida de Tanganica e Zanzibar é renomeada para República da Tanzânia.
- 24 de Outubro - Independência de Rodésia do Norte do Reino Unido como Zâmbia.
- 21 de Setembro - Independência de Malta do Reino Unido.
- 6 de Julho - Independência de Niassalândia do Reino Unido como Malavi.
- 26 de Abril - Tanganica e Zanzibar são unidas com o nome República Unida de Tanganica e Zanzibar.

1963
- 12 de Dezembro - Independência do Quênia do Reino Unido.
- 10 de Dezembro - Independência de Zanzibar do Reino Unido.
- 16 de Setembro - Federação Malaia, Sabá, Sarauaque, e Singapura se unem formando a Malásia.
- 1 de Maio - Autoridade Executiva Temporária das Nações Unidas em Nova Guiné é transferida para Indonésia.
- A Federação da Rodésia e Niassalândia é dividida em Rodésia do Norte, Rodésia do Sul, e Niassalândia.

1962
- 9 de Outubro - Independência de Uganda do Reino Unido.
- 1 de Outubro - Nova Guiné Holandesa é transferida para Autoridade Executiva Temporária das Nações Unidas.
- 31 de Agosto - Independência de Trindade e Tobago do Reino Unido.
- 6 de Agosto - Independência da Jamaica do Reino Unido.
- 5 de Julho - Após um referendo, Argélia se torna independente da França.
- 1 de Julho - Independência de Burundi da Bélgica.
- 1 de Julho - Independência de Ruanda da Bélgica.
- 1 de Janeiro - Independência de Samoa Ocidental da Nova Zelândia.

1961
- 9 de Dezembro - Independência de Tanganica do Reino Unido.
- 1 de Outubro -  Camarões Britânica do Sul se une a Camarões.
- 28 de Setembro - Síria deixa a República Árabe Unida, retornando a ter o nome Síria.
- 19 de Junho - Independência do Kuwait do Reino Unido.
- 31 de Maio - Camarões Britânica do Norte se une à Nigéria.
- 27 de Abril - Independência da Serra Leoa do Reino Unido.

1960
- 28 de Novembro - Independência da Mauritânia da França.
- 1 de Outubro - Independência da Nigéria do Reino Unido.
- 22 de Setembro - Independência de Mali da França.
- 20 de Agosto - Independência do Senegal da França.
- 17 de Agosto - Independência de Gabão da França.
- 16 de Agosto - Independência do Chipre do Reino Unido.
- 15 de Agosto - Independência da República do Congo da França.
- 13 de Agosto - Independência da República Centro-Africana da França.
- 11 de Agosto - Independência do Chade da França.
- 7 de Agosto - Independência da Costa do Marfim da França.
- 5 de Agosto - Independência do Alto Volta da França.
- 3 de Agosto - Independência do Níger da França.
- 1 de Agosto - Independência de Benim da França.
- 1 de Julho - Independência de Protetorado da Somália da Itália e união com a Somalilândia Britânica para formar a República da Somália.
- 30 de Junho - Independência do Congo Belga da Bélgica com o nome República do Congo (Léopoldville). Contudo, o estado não era estável, já que a Crise do Congo ocorreu.
- 26 de Junho - Independência de Madagascar da França.
- 26 de Junho - Independência de Somalilândia Britânica.
- 27 de Abril - Independência do Togo da França.
- 21 de Abril - A capital federal do Brasil é mudada do Rio de Janeiro para Brasília, uma cidade planejada.
- 1 de Janeiro - Independência dos Camarões da França.

### Década de 1950
1959
- 21 de Agosto - O Havaí se torna o 50.º estado dos Estados Unidos.
- 3 de Janeiro - O Alasca se torna o 49.º estado dos Estados Unidos.

1958
- 2 de Outubro - Independência de Guiné da França.
- 1 de Fevereiro - Síria e Egito formam a República Árabe Unida.

1957
- 31 de Agosto - Independência da Federação Malaia do Reino Unido.
- 6 de Março - Independência da Costa do Ouro do Reino Unido como Gana.

1956
- 7 de Abril - Marrocos Espanhol se torna parte do Marrocos.
- 20 de Março - Independência da Tunísia da França.
- 2 de Março - Independência do Marrocos da França.
- 1 de Janeiro - Independência do Sudão do Egito e Reino Unido (condomínio).

1955
- 18 de Setembro - Rockall é oficialmente reivindicada pelo Reino Unido.
- Na Argentina, a cidade Eva Perón é restaurada para seu nome original, La Plata.

1954
- 26 de Outubro - Fim do Território Livre de Trieste, dividido entre Itália e Iugoslávia.
- 27 de Abril - Conferência de Genebra determina a independência do Vietnã, provisoriamente dividido em Vietnã do Norte e Vietnã do Sul.

1953
- 9 de Novembro - Independência do Camboja da França.
- 27 de Julho - Fim da Guerra da Coreia, repartição da Península da Coreia em Coreia do Norte e Coreia do Sul.
- Na Alemanha Oriental, a cidade de Chemnitz é renomeada para Karl-Marx-Stadt.

1952
- 28 de Abril - Fim da Ocupação Americana do Japão.
- Na Argentina, a cidade de La Plata é renomeada para Ciudad Eva Perón (Cidade de Eva Perón).

1951
- 24 de Dezembro - Independência da Líbia da França e do Reino Unido.

1950
- A Eritreia se une com a Etiópia.

### Década de 1940
1949
- 7 de Outubro - República Democrática Alemã (Alemanha Oriental) se estabelece na zona da Alemanha ocupada pela União Soviética.
- 20 de Junho - A Guerra árabe-israelense de 1948 termina, resultando na expansão do território do estado de Israel no território palestino.
- 23 de Maio - República Federal da Alemanha (Alemanha Ocidental) se estabelece na zona da Alemanha ocupada por Estados Unidos, Reino Unido e França.
- 11 de Maio - Sião é renomeada para Tailândia.
- Abril - Transjordânia é renomeada para Jordânia.
- 31 de Março - Terra Nova e Labrador se une ao Canadá como sua décima província.
- República da China se estabelece em Taiwan, República Popular da China se estabelece na China continental.

1948
- 9 de Setembro - Independência da Coreia do Norte.
- 15 de Agosto - Independência da Coreia do Sul.
- 14 de Maio - Israel é criada após a Organização das Nações Unidas aprovarem a partição da Palestina em dois estados, um judeu e um árabe.
- 4 de Fevereiro - Independência de Ceilão do Reino Unido.
- 4 de Janeiro - Independência da Birmânia do Reino Unido.

1947
- 15 de Agosto - Independência da Índia do Reino Unido.
- 14 de Agosto - Independência do Paquistão do Reino Unido, e se separando da Índia.
- 17 de Fevereiro - Território Livre de Trieste é estabelecido incluindo partes da Itália e da Iugoslávia.

1946
- 13 de Julho - Em Montenegro (então parte da Iugoslávia), a cidade de Podgoritza é renomeada para Titogrado.
- 4 de Julho - Independência das Filipinas dos Estados Unidos.
- A cidade de Conisberga é renomeada para Caliningrado, na União Soviética.

1945
- Fim da Segunda Guerra Mundial.
- 26 de Dezembro - Independência da Polônia.
- 17 de Outubro - União Soviética anexa o Norte da Prússia Oriental.
- 20 de Março - França recupera Alsácia-Lorena.
- União Soviética anexa Transcarpátia.
- Independência da Coreia do Japão.

1944
- 11 de Outubro - União Soviética anexa República Popular de Tuva.
- 17 de Junho - Independência da Islândia da Dinamarca.

1940
- União Soviética anexa Lituânia, Letônia, e Estônia.
- 15 de Junho - Alemanha anexa Alsácia-Lorena.
- É criado o Estado Francês (França de Vichy) na parte da França que não foi ocupada pela Alemanha.
- Japão toma a Indochina da França.

### Década de 1930
1939
- 6 de Outubro - A Polônia é partilhada entre Alemanha e União Soviética.
- 12 de Abril - Itália anexa Albânia.
- 16 de Março - Carpatho-Ukraine é anexada pela Hungria.
- 15 de Março - Tchecoslováquia é particionada entre o protetorado alemão de Boêmia e Morávia, Eslováquia, e Carpatho-Ukraine.

1938
- 29 de Setembro - O Acordo de Munique transfere Sudetos da Tchecoslováquia para a Alemanha e dá partes da Eslováquia para a Hungria.
- 12 de Março - Alemanha anexa Áustria com Anschluss.

1937
- 29 de Dezembro - Estado Livre Irlandês é renomeada para República da Irlanda.
- Japão invade a Manchúria, na China.

1932
- 3 de Outubro Independência do Iraque do Reino Unido.
- 23 de Setembro - Formação do Reino da Arábia Saudita.

### Década de 1920
1929
- 3 de Junho - Tacna é devolvida ao Peru pelo Chile.
- 11 de Fevereiro - Independência da Cidade do Vaticano da Itália, pelo Tratado de Latrão.
- 6 de Janeiro - Reino dos Sérvios, Croatas e Eslovenos é renomeado para Reino da Iugoslávia.

1927
- 9 de Maio - A capital da Austrália é mudada de Melbourne para Canberra.

1925
- 1 de Janeiro - Na Noruega, a capital Kristiania é renomeada para Oslo.

1923
- 29 de Outubro - Declaração da República da Turquia, que substituiu o Império Otomano.
- 13 de Outubro - A capital da Turquia é mudada de Istanbul para Ancara.

1922
- 28 de Dezembro - Criação da União das Repúblicas Socialistas Soviética.
- 6 de Dezembro - Independência do Estado Livre Irlandês do Reino Unido.
- Outubro - Fim da República do Extremo Oriente.
- 28 de Fevereiro - Independência do Egito do Reino Unido.

1921
- 13 de Outubro - Tratado de Carse:
  - Turquia desiste da aquisição da Armênia.
  - Turquia adquire a área em volta de Carse e sul de Pensara.
- 13 de Outubro - Níger se estabelece como uma colônia separada.
- 12 de Outubro - Alta Silésia é dividida entre Polônia e Alemanha.
- 1 de Junho - França reorganiza a África Ocidental Francesa, estabelecendo a colônia de Mauritânia.

1920
- 9 de Julho - Dinamarca oficialmente incorpora o norte de Schleswig seguindo o plebiscito do início do ano.
- 6 de Abril - Estabelecimento da República do Extremo Oriente com capital em Chita.
- 10 de Janeiro - O Reino Unido oficialmente toma a administração da África Oriental Alemã e muda o nome para Tanganica.

### Década de 1910
1919
- 25 de Setembro - Spitsbergen é dada para a Noruega.
- 10 de Setembro - Áustria assina o Tratado de Saint-Germain-en-Laye e:
  - Cede Galícia Oriental para Polônia.
  - Cede Tirol do Sul, Trentino, Trieste e Istria para Itália.
  - Reconhece a independência da Hungria, Polônia, Tchecoslováquia, e do Reino dos Sérvios, Croatas e Eslovenos.
- 8 de Agosto - O Reino Unido reconhece a independência completa do Afeganistão.
- 10 de Julho - França e Reino Unido concordam em colocar uma fronteira entre o domínio deles no Camarões.
- 28 de Junho - O Tratado de Versailles:
  - Eupen-Malmedy e Moresnet Neutro é cedida para a Bélgica.
  - Alsácia-Lorena é oficialmente devolvida para a França.
  - Grande parte de Posen e da Prússia Ocidental são cedidas para a Polônia.
  - Klaipėda (Memel) e Sarre ficam sob administração internacional.
  - Prover plebiscitos em Schleswig e Alta Silésia.
- 30 de Maio - Ruanda e Burundi (sem distrito de Kisaka) são atribuídas para a Bélgica como um mandato.
- 7 de Maio - Nova Guiné Alemã e Arquipélago de Bismarck são atribuídas para a Austrália como um mandato.
- 7 de Maio - Sudoeste Africano Alemão é atribuída para África do Sul como um mandato.
- 7 de Maio - Samoa Alemã é atribuída para Nova Zelândia como um mandato.
- 7 de Maio - Ilhas Alemãs do Pacífico Norte são atribuídas para o Japão como um mandato.
- 7 de Maio - Nauru é atribuída para o Império Britânico (eventualmente Reino Unido, Austrália, e Nova Zelândia) como um mandato.
- 6 de Maio - Triângulo de Quionga é atribuída para Portugal como um mandato.
- 6 de Maio - Kamerun e Triângulo de Kionga são atribuídos para França e Reino Unido como mandatos.
- 1 de Maio - Fim da República Soviética da Baviera.
- 19 de Abril - Ocupação polonesa de Vilna, disputada pela Lituânia.
- 4 de Abril - República Soviética da Baviera é estabelecida na Baviera.
- 1 de Março - África Ocidental Francesa é reorganizada, com Alta Volta como uma colônia separada.

1918
- 1 de Dezembro - Criação do Reino dos Sérvios, Croatas e Eslovenos.
- 18 de Novembro - Independência da Letônia da Rússia.
- 15 de Novembro - Invasões militares da Sérvia à República do Banato. Banato foi dividido entre Reino dos Sérvios, Croatas e Eslovenos e Romênia.
- 1 de Novembro - Declaração da República do Banato, que durou pouco tempo.
- 1 de Novembro - Independência do Iémen do Norte do Império Otomano.
- 3 de Março - O Tratado de Brest-Litovski cria muitos novos estados fora do Império Russo.
- 24 de Fevereiro - Independência da Estônia da Rússia.
- 16 de Fevereiro - Independência da Lituânia da Rússia.
- 22 de Janeiro - Independência da Ucrânia da Rússia.
- 3 de Janeiro - Independência da Finlândia da Rússia.

1914
- 15 de Agosto - O primeiro trânsito no Canal do Panamá. Devido à Primeira Guerra Mundial, não ocorreu cerimônia de abertura.

1913
- A nova capital Austráliana, Canberra, é fundada em Nova Gales do Sul.

1912
- 28 de Novembro - Independência da Albânia do Império Otomano.
- 14 de Fevereiro - Arizona se torna o 48º estado dos Estados Unidos.
- 6 de Janeiro - Novo México se torna o 47º estado dos Estados Unidos.

1911
- 29 de Dezembro - Mongólia declara independência da China Qing.

1910
- 22 de Agosto - Japão anexa a Coreia.

### Década de 1900
1908
- 5 de Agosto - Independência da Bulgária do Império Otomano.

1907
- 16 de Novembro - Oklahoma se torna 46º estado dos Estados Unidos.
- 26 de Setembro - Independência da Nova Zelândia do Reino Unido.

1905
- União entre Suécia e Noruega dissolvida:
  - Outubro 26 - Suécia reconhece a Noruega como um país independente.
  - Junho 7 - O parlamento da Noruega declara independência.
- 5 de Setembro - Tratado de Portsmouth:
  - Península de Liaodong e ferrovia russa no Sul da Manchúria é obtida pelo Japão.
  - Japão anexa o sul da Ilha de Sakhalin a 50°N.
- 15 de Maio - Nos Estados Unidos, a cidade ferroviária de Las Vegas é fundada.

1903
- 17 de novembro - O Brasil compra o Acre da Bolívia no Tratado de Petrópolis.
- 3 de Novembro - Independência do Panamá da Colômbia.
- Disputa fronteiriça do Alasca entre Estados Unidos e Canadá termina.

1902
- 20 de Maio - Independência de Cuba dos Estados Unidos.
- 8 de Maio - nas ilhas de Martinica, a erupção do Monte Pelée destrói a cidade de Saint-Pierre.

1901
- 1 de Janeiro - Federação dos estados australianos separados forma a Comunidade da Austrália.

## Século XIX

### Década de 1890
1898
- 12 de Agosto - República do Havaí se torna um estado dos Estados Unidos.
- Os Estados Unidos adquire os seguintes territórios do Império Espanhol: Porto Rico, Filipinas, e Cuba.

1896
- 4 de Janeiro - Utah se torna o 45º estado dos Estados Unidos.

1890
- 10 de Julho - Wyoming se torna o 44º estado dos Estados Unidos.
- 3 de Julho - Idaho se torna o 43º estado dos Estados Unidos.

### Década de 1880
1889
- 11 de Novembro - Washington se torna o 42º estado dos Estados Unidos.
- 8 de Novembro - Montana se torna o 41º estado dos Estados Unidos.
- 2 de Novembro - Dakota do Norte e Dakota do Sul se tornam os 39º e 40º estados dos Estados Unidos.

1888
- A capital de Honduras é mudada de Comayagua para Tegucigalpa.

1884
- 4 de Abril - Paz entre o Chile e a Bolívia concluindo a Guerra do Pacífico:
  - Chile obtém a Região de Antofagasta (que se torna permanente em 1904).
- O meridiano de Greenwich se torna a referência internacional padrão para cartógrafos.

1883
- 20 de Outubro - Tratado de Ancón entre Chile e Peru no fim da Guerra do Pacífico:
  - Chile consegue Tarapacá, Arica, e Tacna.

1881
- Henry Morton Stanley funda o posto comercial de Léopoldville, a qual se tornará a atual Kinshasa.

### Década de 1870
1878
- 13 de Julho - O Tratado de Berlim reconhece a independência dos principados de Montenegro, Romênia, e Sérvia.

1876
- 1 de Agosto - Colorado se torna o 38º estado dos Estados Unidos.

1875
- 7 de Maio - Tratado de São Petersburgo:
  - Japão cede o sul da Ilha de Sakhalin para Rússia em troca das Ilhas Curilas ao norte de Iturup.

1873
- 17 de Novembro - As cidades Hungaras de Buda, Peste e Óbuda são unidas formando Budapeste, a nova capital.

1872
- A capital da Jamaica é mudada de Spanish Town para Kingston.

1871
- 18 de Janeiro - Unificação da Alemanha.
  - Império Alemão anexa Alsácia-Lorena da França, após a Guerra Franco-Prussiana.
- Roma substitui Florença como a capital da Itália.

1870
- 9 de Outubro - Itália anexa a região em torno de Roma.
- 15 de Julho - A Companhia da Baía de Hudson transfere Território do Noroeste para o Canadá.

### Década de 1860
1869
- 16 de Novembro - Abertura do Canal de Suez.

1868
- In Japão, a cidade de Edo se torna a nova capital e é renomeada para Tóquio.

1867
- 18 de Outubro - Os Estados Unidos compram o Alasca da Rússia.
- 1 de Junho - Independência do Canadá.
- 29 de Maio - O Império Austríaco se torna Áustria-Hungria.
- 1 de Março - Nebraska se torna o 37º estado dos Estados Unidos América.

1866
- 22 de Outubro - Itália anexa Venécia.
- 6 de Agosto - A Colônia da Ilha de Vancouver e Colônia de Columbia Britânica se fundem formando Colônias Unidas de Ilha de Vancouver e Columbia Britânica.

1865
- 9 de Abril - Fim da Guerra de secessão nos Estados Unidos. Estados Confederados da América reintegram os EUA.
- Florença substitui Turin como capital da Itália.

1864
- 31 de Outubro - Nevada se torna o 36º estado dos Estados Unidos.
- 20 de Junho - Virgínia Ocidental se torna o 35° estado dos Estados Unidos.

1861
- 29 de Janeiro - Kansas se torna o 34º estado dos Estados Unidos.

1860
- Unificação da Itália.

### Década de 1850
1859
- 10 de Novembro - Sardenha-Piedmont anexa Lombardia.
- 14 de Fevereiro - Oregon se torna o 33º estado dos Estados Unidos.

1858
- 2 de Agosto - A porção continental da parte Canadense de Oregon Country é organizada como Colônia de Columbia Britânica.
- 11 de Maio - Minnesota se torna o 32º estado dos Estados Unidos.

1855
- 7 de Fevereiro - Tratado de Shimoda:
  - A Rússia fica com o norte da ilha de Sakhalin, e o Japão no sul, sem fronteiras definidas entre eles.
  - Rússia reconhece a soberania Japonesa das Ilhas Curilas de Iturup ao sul.

1853
- 24 de Junho - A Compra Gadsden amplia o território de Arizona e Novo México, comprada do México pelos Estados Unidos.

1850
- 9 de Setembro - Califórnia se torna o 31° estado dos Estados Unidos.

### Década de 1840
1848
- 14 de Agosto - O Território do Oregon se torna parte dos Estados Unidos.
- 2 de Fevereiro - Grande parte do Norte do México é cedida pelo México aos Estados Unidos.

1847
- 26 de Julho - Colonatos Américo-Liberianos declaram a independência da República da Libéria.

1845
- 1 de Março - A República Rio-Grandense volta a fazer parte do território brasileiro, e seu território é o atual estado do Rio Grande do Sul.

1846
- 19 de Fevereiro - A República do Texas é oficialmente incorporada pelos Estados Unidos.

1844
- 27 de Fevereiro - Independência da República Dominicana do Haiti.

### Década de 1830
1839
- 17 de Outubro - A capital da República do Texas é mudada de Houston para Austin.
- 25 de Agosto - Dissolução oficial da Confederação Peru-Boliviana.
- 19 de Abril - O Tratado de Londres reconhece a Bélgica com um país independente e neutro.

1838
- 5 de Novembro - Dissolução da República Federal da América Central em Costa Rica, Honduras, e Nicarágua.

1836
- 11 de setembro de 1836 - No Brasil, é proclamada a República Rio-Grandense, provocando a Guerra dos Farrapos.
- 28 de Outubro - Confederação Peru-Boliviana proclamada, com sua capital em Tacna.
- 11 de Agosto - O Peru do Norte é proclamado.
- 14 de Maio - México reconhece a independência da República do Texas.
- 17 de Março - O Peru do Sul é proclamado.
- 2 de Março - A República do Texas declara independência do México.

1833
- 2 de Janeiro - O Reino Unido da Grã-Bretanha e Irlanda toma as Ilhas Malvinas da Confederação Argentina.

1830
- 4 de Outubro - Bélgica declara independência do Reino Unido dos Países Baixos. Reconhecimento completo ocorre em 1839.
- 13 de Maio - Independência do Equador e Venezuela da Colômbia.

### Década de 1820
1828
- 27 de Agosto - Uruguai é reconhecido como um país independente do Império do Brasil na Convenção Preliminar de Paz, após a Guerra da Cisplatina.

1823
- Julho - A República Federal da América Central é criada combinando Costa Rica, El Salvador, Guatemala, Honduras, e Nicarágua.

1822
- 7 de Setembro - Brasil declara independência de Portugal.

1821
- 21 de Setembro - Independência da Costa Rica da Espanha.
- 15 de Setembro - Independência de El Salvador, Guatemala, Honduras, e Nicarágua da Espanha.
- 25 de Março - Grécia declara independência do Império Otomano.
- Disputa fronteiriça do Alasca entre a Rússia e a Grã-Bretanha começa.

### Década de 1810
1819
- 14 de Dezembro - Alabama se torna o 22º estado dos Estados Unidos.
- 7 de Agosto - A Batalha de Boyacá leva à independência total de Nova Granada.

1816
- Na África do Oeste Britânica, a cidade de Bathurst é fundada como um posto militar.

1815
- 8 de Junho - A Confederação Germânica é criada.
- A capital de Bermuda é mudada de Saint George para Hamilton.
- 16 de Dezembro - Portugal, Brasil e outras colônias portuguesas formam o Reino Unido de Portugal, Brasil e Algarves.

1813
- 4 de Novembro - Dissolução da Confederação do Reno pela Guerra da Sexta Coalizão.

1811
- 14 de Maio - Independência do Paraguai da Espanha.

1810
- 13 de Dezembro - França anexa o norte da Alemanha (Hamburgo, Bremen, Cidade Livre de Lübeck, Principado de Salm, Arenberg, Ducado de Oldemburgo, partes do Reino da Vestfália e Berg).
- 20 de Julho - Nova Granada (atual Colômbia) declara independência da Espanha. O reconhecimento total da independência ocorre em 1819.
- 9 de Julho - França anexa Holanda.

### Década de 1800
1809
- Finlândia passa da Suécia para a Rússia.

1806
- 6 de Agosto - Dissolução do Sacro Império Romano-Germânico.
- 12 de Julho - Criação da Confederação do Reno.

1804
- 1 de Janeiro - Independência do Haiti da França.

1803
- Os Estados Unidos negociam a compra da Luisiana da França, com o qual o território francês de Loisiana é transferido aos Estados Unidos.

1801
- Espanha anexa Olivenza de Portugal.

## Século XVIII

### Década de 1790
1798
- 4 de Janeiro - França anexa Mulhouse.

1793
- 25 de Junho - Avinhão é transferida dos Estados Papais para a França.
- 2 de Março - França anexa o Principado de Salm-Salm.

### Década de 1780
1783
- 3 de Setembro - A independência dos Estados Unidos é reconhecida pelo Reino Unido no Tratado de Paris.

### Década de 1770
1776
- 4 de Julho - Os Estados Unidos declaram independência do Reino Unido da Grã-Bretanha.

### Década de 1760
1768
- 15 de Maio - Gênova vende para a França seus direitos pela Córsega.

1763
- 10 de Fevereiro - O Tratado de Paris cria transferências de território entre Grã-Bretanha, França e Espanha.
- A capital do Brasil é mudada de Salvador para o Rio de Janeiro.

1762
- O Território da Louisiana é transferido da França para Espanha no Tratado de Fontainebleau.

### Década de 1750
1750
- 13 de Janeiro: Espanha e Portugal assinam o Tratado de Madrid que amplia o território da colônia portuguesa Brasil.

### Década de 1740
1747
- Outubro - O Império Durrani é fundado perto de Candaar em uma Loya Jirga, quando Ahmad Shah Abdali é escolhido como o rei do império recentemente independente. Ele é posteriormente considerado o fundador do atual Afeganistão.

1740
- Prússia anexa Silésia da Áustria.

### Década de 1730
1739
- 1 de Janeiro - Jean-Baptiste Charles Bouvet de Lozier descobre a Ilha Bouvet no sul do Oceano Atlântico.

### Década de 1720
1728
- Na Groenlândia (parte da Dinamarca-Noruega), Hans Egede funda a colônia de Godthåb.

### Década de 1710
1713
- Gibraltar passa da Espanha para Grã-Bretanha.

### Década de 1700
1707
- 1 de Maio - A criação do Reino da Grã-Bretanha pelo Tratado de União de 1707.

## Século XVII

### 1648
- Países Baixos, Suíça, e várias cidades-estado italianas se tornam independentes do Sacro Império Romano-Germânico.

### 1640
- 1 de Dezembro - Portugal se separa da União Ibérica com a Espanha.

### 1601
- 17 de Janeiro - França adquire Bresse, Bugey, e Gex de Saboia, e cede Saluzzo para Saboia em troca.

## Século XVI

### 1596
- Willem Barentsz faz a primeira indisputável descoberta do arquipélago Svalbard.

### 1580
- União Ibérica: União de Espanha e Portugal.

### 1575
- A capital do Chile é mudada de Concepción para Santiago.

### 1501
- 20 de Maio - Joao da Nova Castell descobre a ilha de Ascensão.

### 1500
- 22 de Abril - Pedro Álvares Cabral descobre o Brasil.

## Século XV

### 1494
- 3 de Maio - Cristóvão Colombo descobre Jamaica.
- O Tratado de Tordesilhas é assinado entre Portugal e Espanha para dividir terras no Oceano Atlântico.

### 1492
- Cristóvão Colombo descobre a América.

### 1481
- França adquire o condado de Provence.

## Século XIV

### 1349
- Dauphiné é vendida para França.

### 1316
- França adquire os condados de Valentinois e Diois.

### 1305
- França adquire o condado de Vivarais.

### 1301
- França adquire Barrois mouvant (Condado de Bar e do Rio Mosa).

## Século XII

### 1154
- Dreses cria um primeiro mapa-múndi chamado Tabula Rogeriana, o qual descreve a Eurásia e a metade norte da África.

## Século X

### 1000
- Dezembro - O rei Estêvão I da Hungria é coroado e começa a transformação do antigo Estado Húngaro no Reino Cristão da Hungria. Esta é considerada a data oficial da fundação do país.
- Gunnbjörn Ulfsson encontra ilhas da Groenlândia. A descoberta europeia da ilha é datada da década de 980, quando exploradores chegam da Islândia e Noruega.

## Século I d.C.
- 43-47 - Os Romanos fundam Londínio, a cidade que se tornou a atual Londres.

## Século I a.C.
- Os Romanos conquistam a cidade de Sírmio, a atual Sremska Mitrovica.

## Século VIII a.C.

### 753 a.C.
- 21 de Abril - Fundação da cidade de Roma. A data precisa do calendário é baseada em lenda e evidências arqueológicas que sugerem que Roma cresceu para o tamanho de uma cidade a partir de uma vila.

## Século XIII a.C.

### 1 300 a.C.
- Data mais antiga da vinda dos colonatos dos Polinésios na atual Nova Zelândia.

## Século XXIII a.C.

### 2 270 a.C.
- Sargão da Acádia chega ao poder, unindo a Mesopotâmia sob o Império Acádio.

## Século XXXII a.C.

### 3 150 a.C.
- Alto e Baixo Egito são unidos sob Menés/Narmer.

## Século LXX

### 7 000 a.C.
- Data mais antiga da vinda dos colonatos do aborígene australiano na atual Austrália.